# Маргарет Мейджър Клийвс
Маргарет Мейджър Клийвс (на английски: Margaret Major Cleaves) е американска писателка на бестселъри в жанра романс. Пише под псевдонима Ан Мейджър (на английски: Ann Major).

## Биография и творчество
Маргарет Клийвс е родена на 13 февруари 1946 г. в Тексас, САЩ. Израства в Южен Тексас, където е очарована от огромните ферми, нефтената промишленост, и културния сблъсък на испанската и английската култури. Учи в колежа „Дел Мар“ на Университета на Северна и Южна Америка в Мексико сити, и в Университета на Тексас в Остин, откъдето получава бакалавърска степен по английски и испански език. Работи като учител в продължение на две години. След това продължава да учи в Университета на Тексас, който завършва с магистърска степен по английски и испански език. Владее свободно и френски език и е опитен оратор. Освен това учи музика на университетско ниво и в продължение на 30 г. свири като пианист. След завършването си преподава на средно и полувисше ниво.
Маргарет Клийвс започва да пише романси след раждането на първото си дете, когато остава сама вкъщи. С присъщата ѝ упоритост и постоянство тя опитва ден след ден без помощта на писатели или специално обучение. Учи се сама от произведенията на другите писатели като Нора Робъртс и Сандра Браун. Резултатът идва чак след шест години, когато през 1980 г. излиза първият ѝ романс „Midnight Surrender“.
Първите си произведения Маргарет Клийвс публикува под своето име, а след 1983 г. използва известния си днес псевдоним. Тя е всеотдайна към романтичния жанр и има над 60 произведения, включително и в отделни тематични серии с други свои колеги. Много от тях са в списъците на бестселърите и са преведени на различни езици по света.
Мейджър е една от основателките на Асоциацията на писателите на романси на Америка.
Маргарет Мейджър Клийвс живее със съпруга си в Корпъс Кристи, Тексас. Много обича да пътешества.

## Произведения

### като Маргарет Мейджър Клийвс

#### Самостоятелни романи
преиздадени са под псевдонима Ан Мейджър
- Midnight Surrender (1980)
- Wild Enough for Willa (1980)
- Wild Lady (1981)
- A Touch of Fire (1982)
- Сбъднат сън, Dream Come True: Florida (1982)
- На кръстопът, Meant to be (1982)
- Възкресена любов, Love Me Again (1983)
- Seize the Moment (1984)
- The Wrong Man (1984)
- Мъж за милиони, Golden Man (1985)

### като Ан Мейджър

#### Самостоятелни романи
- Brand of Diamonds (1983)
- The Fairy Tale Girl (1984)
- Dazzle (1985)
- Отвъд любовта, Beyond Love (1985)
- В морето от лица, In Every Stranger's Face (1986)
- What This Passion Means (1987)
- Married to the Enemy (1992)
- Inseparable (1999)
- Midnight Fantasy (2000)
- Cowboy Fantasy (2001)
- Marry a Man Who Will Dance (2002)
- The Hot Ladies Murder Club (2003)
- The Bride Tamer (2004) – с Кристи Голд
- The Secret Lives Of Doctors' Wives (2006)
- The Amalfi Bride (2007)
- Sold Into Marriage (2007)
- Mistress For A Month (2008)
- To Tame Her Tycoon Lover (2009)
- Marriage at the Cowboy's Command (2011)
- Terms of Engagement (2012)
- Lessons in Seduction (2012)

#### Серия „Деца на съдбата“ (Children of Destiny)
1. Passion's Child (1988)
2. Destiny's Child (1988)
3. Night Child (1988)
4. Див свят, Wilderness Child (1989)
5. Дръзко момиче, Scandal's Child (1990)
6. The Goodbye Child (1991)
7. Nobody's Child (1997)
8. Secret Child (1998)

#### Серия „Жокери“ (Wilds)
1. Непокорната Хъни, Wild Honey (1993)
2. Очите на спомена, Wild Midnight (1993)
3. Wild Innocence (1994)

#### Серия „Момичета със златна любов“ (Girls with the Golden Love)
1. The Girl with the Golden Spurs (2004)
2. The Girl with the Golden Gun (2005)

#### Серия „Буря“ (Storm)
1. The Throw-Away Bride (2008)
2. The Bride Hunter (2009)

#### Серия „Богати, яки фермери“ (Rich, Rugged Ranchers)
1. His for the Taking (2013)

#### Участие в общи серии с други писатели

##### Серия „Западни любовници“ (Western Lovers)
- Wild Lady (1981)

от серията има още 13 романа от различни автори

##### Серия „Мъже: Произведено в Америка 2“ (Men: Made in America 2)
9. Dream Come True (1982)
38. The Wrong Man (1984)
от серията има още 48 романа от различни автори

##### Серия „Мъж на месеца“ (Man of the Month)
- A Knight in Tarnished Armor (1991)
- The Accidental Bridegroom (1994)
- A Cowboy Christmas (1995)
- The Accidental Bodyguard (1996)
- Love Me True (1999)
- A Cowboy and a Gentleman (2002)
- Ultimatum: Marriage (2010)

от серията има още 80 романа от различни автори

##### Серия „Кънтри клуб „Самотна звезда“ (Lone Star Country Club)
13. Shameless (2003)
- The Debutantes (2002) – сборник с Бевърли Бартън и Кристин Римър

от серията има още 21 романа от различни автори

##### Серия „Династията Данфорд“ (Dynasties the Danforths)
- Challenged by the Sheikh (2004) – сборник с Кристи Голд

от серията има още 15 романа от различни автори

##### Серия „Съдби от Тексас: Повторни срещи“ (Fortunes of Texas: Reunion)
- Cowboy at Midnight (2005)

от серията има още 13 романа от различни автори

##### Серия „Монтана Маверик“ (Montana Mavericks)
- Montana Mavericks Weddings (2011) – сборник със Сюзън Малъри и Даяна Палмър

от серията има още 55 романа от различни автори

##### Серия „Каубой на разположение“ (Cowboy For Every Mood)
- A Scandal So Sweet (2012)

от серията има още 00 романа от различни автори

##### Серия „Коледни истории на „Силует“ (Silhouette Christmas Stories)
- Silhouette Christmas Stories 1990 (1990) – с Катлийн Крейтън, Линдзи Маккена и Рита Рейнвил

от серията има още 7 сборника от различни автори

#### Сборници (частично)
- Wild Lady / Circumstantial Evidence / Island on the Hill (1990) – с Анет Броудрик и Дикси Браунинг
- Silhouette Summer Sizzlers, 1992 (1992) – с Линда Лейл Милър и Паула Детмър Ригс
- Silhouette Summer Sizzlers (1993) – с Мери Лин Бакстър и Лора Паркър
- Bad Boys (1993) – с Дикси Браунинг и Джина Грей
- Birds, Bees and Babies (1994) – с Нора Робъртс и Далас Шулц
- A Special Love (1995) – с Нора Робъртс и Далас Шулц
- A Baby? Maybe (1996) – с Мари Ферарела и Даяна Палмър
- Lessons in Love (1997) – с Тери Исинг и Мари Ферарела
- Montana Brides (1998) – със Сюзън Малъри и Даяна Палмър
- The Father Factor (1998) – с Деби Макомбър и Даяна Палмър
- Getting Hitched Volume 8 (1999) – с Мери Лин Бакстър и Кристин Ролофсон
- The Man She Married (1999) – с Анет Броудрик и Ема Дарси
- Dangerous Liaisons (1999) – с Линдзи Маккена и Ребека Йорк
- Dazzled! (1999)
- Forget Me Not (2001) – с Мерилин Папано
- Matters of the Heart (2001) – с Анет Броадрик и Памела Морси
- Summer Heat (2001) – с Линда Хауърд и Линдзи Маккена
- Made for Love (2002) – с Дикси Браунинг
- Christmas Cowboys (2002) – със Стела Багуел
- Winter Nights (2002) – с Ребека Брандуейн, Джина Грей и Джоан Хол
- The Ultimate Treasure (2003) – с Хедър Греъм и Мерлин Лъвлейс
- What the Heart Can't Hide (2003) – с Линда Хауърд и Сюзън Малъри
- Cowboy and a Gentleman / Beckett's Children (2003) – с Дикси Браунинг
- Small Wonders (2004) – с Кандис Камп, Рей Морган и Далас Шулце
- Bride Tamer / Pretending with the Playboy (2004) – с Катлийн Галиц